# Отыграть назад
«Отыграть назад» (англ. The Undoing) — американский телевизионный мини-сериал режиссёра Сюзанны Бир и сценариста Дэвида Э. Келли, экранизация романа Джин Ханфф Корелиц «Ты должна была знать» (2014) с Николь Кидман и Хью Грантом в главных ролях. Премьерный проказ проходил на канале HBO с 25 октября по 29 ноября 2020 года. Сериал получил неоднозначные отзывы критиков, но его всё же номинировали на ряд премий, включая «Золотой глобус» и «Эмми».

## В ролях
- Николь Кидман — Грейс Фрейзер
- Хью Грант — Джонатан Фрейзер
- Эдгар Рамирес — детектив Джо Мендоса
- Ноа Джуп — Генри Фрейзер
- Лили Рэйб — Сильвия Стайнец
- Матильда Де Анджелис — Елена Алвес
- Исмаэль Крус Кордова — Фернандо Алвес
- Идан Александр — Мигель Алвес
- Аннали Эшфорд — Алексис Янг
- Фала Чен — Джолин Макколл
- Тарик Дэвис — Майкл Хоффман
- Майкл Дивайн — детектив Пол О’Рурк
- Мария Диззия — Дайан Портер[3]
- Розмари Харрис — Джанет Фрейзер
- Ведетт Лим — Аманда Эмори
- Джанель Молони — Салли Мэйбери
- Мэтт Макграт — Джозеф Хоффман
- Джереми Шамос — Роберт Коннавер
- Трейси Чимо Паллеро — Ребекка Харкнесс
- Джейсон Кравиц — доктор Стюарт Розенфельд
- Дональд Сазерленд — Франклин Райнхардт
- Нома Думезвени — Хейли Фитцджеральд
- Софи Гробёль — Кэтрин Стэмпер[4]
- Дуглас Ходж — Роберт Адельман
- Адриан Ленокс — судья Лейла Скотт

## Эпизоды
| № | Название                             | Режиссёр    | Автор сценария | Дата премьеры   | Зрители США (млн) |
| --- | ------------------------------------ | ----------- | -------------- | --------------- | ----------------- |
| 1 | «Отыграть назад» «The Undoing»       | Сюзанна Бир | Дэвид Э. Келли | 25 октября 2020 | 0,676             |
| Грейс Фрейзер — успешный психолог, она живёт на Манхэттене вместе с мужем, врачом-онкологом Джонатаном, и маленьким сыном Генри, учеником элитной школы Рирдон. Грейс помогает другим родителям детей из Рирдона спланировать аукцион, где знакомится с загадочной женщиной по имени Елена. В течение следующих нескольких дней Грейс продолжает видеть Елену: один раз в ванной спортзала, где обнажённая Елена подходит к ней и замечает её «доброту», а позже на самом аукционе, где находит Елену плачущей в ванной и утешает её. Уходя домой, Елена целует Грейс в губы в лифте. На следующий день сын Елены, тоже ученик из Рирдона, находит тело матери в её мастерской. Полиция решает, что произошло убийство, и допрашивает Грейс и её друзей; муж Елены становится потенциальным подозреваемым. Грейс пытается дозвониться до Джонатана, уехавшего на конференцию в Кливленд, но обнаруживает, что он оставил смартфон в квартире. Не зная, где муж, Грейс становится параноиком; её посещают видения сцены убийства Елены. |                                      |             |                |                 |                   |
| 2 | «Исчезновение» «The Missing»         | Сюзанна Бир | Дэвид Э. Келли | 1 ноября 2020   | 0,799             |
| Грейс всё больше беспокоится о муже и пытается его найти. В разговоре с детективом Джо Мендосой она узнаёт, что Джонатан больше не работает в больнице: его уволили из-за обвинений в неподобающем поведении с Еленой. Муж Елены Фернандо имеет алиби, что делает Джонатана главным подозреваемым. Полиция проводит обыск в квартире Грейс и намерена выяснить, кто является биологическим отцом дочери Елены. Чтобы избежать внимания прессы, Грейс уезжает с сыном в пляжный дом. Там внезапно появляется Джонатан: он признаётся в своей неверности, но настаивает, что не убивал Елену. Пока Джонатан обнимает Генри, Грейс звонит в полицию. |                                      |             |                |                 |                   |
| 3 | «Не причиняя вреда» «Do No Harm»     | Сюзанна Бир | Дэвид Э. Келли | 8 ноября 2020   | 0,899             |
| Полицейские прилетают на вертолёте и арестовывают Джонатана. Выясняется, что он отец дочери Елены. После короткого судебного заседания Джонатан отправляется в тюрьму. Грейс узнаёт, что её тоже считают подозреваемой: благодаря камерам наружного наблюдения полиция знает, что в ночь убийства она находилась недалеко от дома Елены. |                                      |             |                |                 |                   |
| 4 | «Не вижу зла» «See No Evil»          | Сюзанна Бир | Дэвид Э. Келли | 15 ноября 2020  | 1,122             |
| Из записей с камер наружного наблюдения полиция узнаёт, что Грейс в ночь убийства много раз проходила в одном и том же месте, так что её больше не считают подозреваемой. Отец Грейс Франклин Райнхардт даёт деньги для освобождения Джонатана под залог и нанимает Хейли Фитцджеральд в качестве его защитника на суде. Джонатан приходит домой к Фернандо и пытается убедить его в том, что не убивал Елену. Фернандо не хочет иметь ничего общего с Джонатаном, но позволяет Джонатану поухаживать за дочерью. Хейли устраивает телевизионное интервью с Джонатаном, чтобы помочь сформировать его публичный имидж для суда. Он заявляет, что знает, кто мог убить Елену. |                                      |             |                |                 |                   |
| 5 | «Суд яростью» «Trial by Fury»        | Сюзанна Бир | Дэвид Э. Келли | 22 ноября 2020  | 1,277             |
| Судебное дело против Джонатана продолжается. Его адвокат, пытаясь создать обоснованные сомнения в виновности Джонатана, предполагает, что убийцей мог быть Фернандо, но полиция отвергает эту возможность. На перекрёстном допросе Фернандо рассказывает, что Елена посещала психиатра. Полицейский признаётся в суде, что не считает Фернандо подозреваемым, и лжёт, что других подозреваемых не было. Тогда адвокат показывает видео с Грейс. Позже выясняется, что Джонатан, когда ему было 14 лет, случайно оставил дверь дома открытой, из-за чего его 4-летней сестра попала под машину и погибла. Грейс звонит свекрови, и та рассказывает, что Джонатан ни разу не проявлял раскаяния или горя, и что он отдалился от семьи, когда вырос. Грейс находит орудие убийства, молоток, в футляре для скрипки сына. |                                      |             |                |                 |                   |
| 6 | «Кровавая правда» «The Bloody Truth» | Сюзанна Бир | Дэвид Э. Келли | 29 ноября 2020  | 1,811             |
| Генри рассказывает матери, что нашёл молоток в камине в семейном доме у озера и спрятал его, чтобы отца не арестовали. В суде Джонатан признаёт свою неверность, но настаивает на невиновности в убийстве. Хейли приводит на допрос детектива Мигеля, и тот предполагает, что Фернандо плохо обращался с женой. По просьбе Грейс допрашивают и её. Она заявляет, что Джонатан способен к сопереживанию, и тогда прокурор заставляет Грейс рассказать о разговоре со свекровью. Джонатан и Хейли понимают, что Грейс попросила допросить её, чтобы показать свою веру в виновность мужа. Теперь, когда обвинительный приговор неизбежен, Джонатан просит Генри позавтракать с ним, но это оказывается уловкой, чтобы сбежать с сыном. Флэшбэки показывают, что Джонатан убил Елену после того, как приказал ей держаться подальше от его семьи. Преследуемый полицией, Джонатан угрожает спрыгнуть с моста и покончить с собой. Грейс прилетает на вертолёте, чтобы спасти Генри, а полиция арестовывает Джонатана.                     |                                      |             |                |                 |                   |

## Производство
Первые сообщения о начале работы над сериалом появились в марте 2018 года. Режиссёром стала Сюзанна Бир.
К ноябрю 2018 года сформировался основной актёрский состав: Николь Кидман, Хью Грант и Дональд Сазерленд. Съёмки начались в марте 2019 года в Нью-Йорке. Премьера сериала должна была состояться в мае 2020 года, но из-за пандемии коронавируса первый показ перенесли на 26 октября.

## Оценки
Сериал получил противоречивые отзывы критиков. Сайт-агрегатор Rotten Tomatoes присвоил ему рейтинг 75 %. Кристен Болдуин из Entertainment Weekly поставила «Отыграть назад» оценку «В» и написала, что, «несмотря на все неверные указания в сюжете и глупые решения персонажей», она «всё время терялась в догадках и, конечно же, злорадствовала по поводу неудач каждого». Рецензент Rolling Stone Алан Сепинуолл поставил сериалу 2 звезды из 5 со словами: «Всё это очень стандартно, как расширенная версия среднебюджетного фильма 90-х, в котором Кидман и Грант могли сняться на пике известности».
Роксана Хадади из Vulture сравнила «Отыграть назад» с предыдущим сериалом Келли «Большая маленькая ложь» (тоже с Кидман в главной роли), уточнив, что первое шоу «воссоздаёт элитарность» второго, но в нём нет интроспективного духа и интереса к внутренней жизни женщин. Эта рецензентка особенно раскритиковала «Отыграть назад» за непоследовательную и поверхностную характеристику главной героини, Грейс Фрейзер, по сравнению с героиней «Большой маленькой лжи» Селестой Райт: «Отдавая предпочтение невероятным поворотам событий, а не постоянному развитию персонажа, Келли воссоздаёт Грейс как оболочку Селесты… Грейс носит ту же одежду, что и Селеста, имеет доступ к тем же могущественным союзникам, что и Селеста, и живет в таких же особняках, что и Селеста. Но игра Кидман здесь — это в основном широко раскрытые, потрясённые глаза и пустое, невыразительное отчаяние; её Грейс редко… говорит о себе, о своих эмоциях или своих решениях». Ева Гербер из The Atlantic раскритиковала сериал за сглаживание темы домашнего насилия, отметив, что рецензенты предпочитают говорить не об этом, а о вопросах, связанных с кинопроизводством.
Критики отмечают, что «Отыграть назад» — это не детектив, как может показаться на первый взгляд, а психологическая драма, причём «вялотекущая»; уже в начале ясно, кто именно убийца. Звучат мнения о том, что из-за жанровой неопределённости сериал в целом оказался неудачным, хотя над ним работал целый ряд «звёзд», что шоу получилось неоригинальным и затянутым, что актёры (в первую очередь Николь Кидман) сыграли достаточно бесцветно.

## Награды и номинации
- 2021 — 4 номинации на премию «Золотой глобус»: лучший мини-сериал или телефильм, лучший актер мини-сериала или телефильма (Хью Грант), лучшая актриса мини-сериала или телефильма (Николь Кидман), лучший актер второго плана сериала, мини-сериала или телефильма (Дональд Сазерленд).
- 2021 — две номинации на премию «Эмми»: лучший актёр в телефильме или мини-сериале (Хью Грант), лучшая работа художника-постановщика для повествовательной современной программы (Лестер Коэн, Даг Хусти, Кери Ледерман).
- 2021 — две номинации на премию Гильдии киноактёров США: лучший актер мини-сериала или телефильма (Хью Грант), лучшая актриса мини-сериала или телефильма (Николь Кидман).
- 2021 — номинация на премию Гильдии режиссёров США за лучшую режиссуру мини-сериала или телефильма (Сюзанна Бир).
- 2021 — 5 номинаций на премию «Спутник»: лучший мини-сериал или телефильм, лучший актер мини-сериала или телефильма (Хью Грант), лучшая актриса мини-сериала или телефильма (Николь Кидман), лучший актер второго плана сериала, мини-сериала или телефильма (Дональд Сазерленд), лучшая актриса второго плана сериала, мини-сериала или телефильма (Нома Думезвени).